# Dwars door de Antwerpse Kempen
El Dwars door de Antwerpse Kempen va ser una competició ciclista belga que es disputa a la província d'Anvers. Es van disputar només dues edicions però va formar part de l'UCI Europa Tour.

## Palmarès
| Any  | Vencedor      | Segon         | Tercer          |
| ---- | ------------- | ------------- | --------------- |
| 2010 | Aidis Kruopis | Kevin Claeys  | Joeri Stallaert |
| 2011 | Tom Devriendt | Joris De Boer | Filip Eidsheim  |